# Wentworth-Nord
Wentworth-Nord är en kommun i provinsen Québec i Kanada. Den ligger i regionen Laurentides, i den sydöstra delen av landet, 110 km öster om huvudstaden Ottawa.